# Trinh Giang
Trinh Giang (tiếng Trung: 浈江区, Hán Việt: Trinh Giang khu) là một quận nội thành của địa cấp thị Thiều Quan (韶关市), tỉnh Quảng Đông, Cộng hòa Nhân dân Trung Hoa. Quận này có diện tích, dân số. Quận được chia ra 5 trấn, 7 thành sự biện xứ, 106 ủy ban thôn.